# اللصفة (ردمان)

تعديل مصدري - تعديل

اللصفة هي إحدى قرى عزلة ال بقش بمديرية ردمان التابعة لمحافظة البيضاء، بلغ تعداد سكانها 113 نسمة حسب تعداد اليمن لعام 2004.